# Fernando Sánchez
Fernando Sánchez (1935. augusztus 9. – 2006. június 28.) spanyol divattervező.

## Életpályája
A belgiumi Antwerpenben született, 17 évesen költözött Párizsba, ahol beiratkozott az École de la Chambre Syndicale de la Couture-be. Itt osztálytársa volt Yves Saint Laurent-nak, később asszisztense lett. 1960-ban két héttel azután, hogy látta a West Side Story című filmet, New Yorkba költözött
1974-ben alapította meg saját cégét.

## Külső hivatkozások
- Divattervező.lapozz.hu